# Sfinks (festival)
Sfinks is een global pop festival dat jaarlijks plaatsvindt in het Belgische Boechout, een dorp ten zuidoosten van Antwerpen. De eerste editie dateert van 1976. Het festival vindt in de regel in het laatste weekend van juli plaats. Sinds 2023 organiseert Sfinks twee festivals, het ééndaags festival ‘Sfinks Mundial’ in mei, en het vierdaags festival ‘Sfinks Mixed’ in juli. Beide festivals zijn gratis en toegankelijk voor iedereen.

## Etymologie
De naam Sfinks werd afgeleid van de twee stenen sfinxen in het park van het Sint-Gabriëlcollege, waar het festival vroeger plaatsvond.

## Geschiedenis
Sfinks richtte zich in de eerste jaren op folkmuziek. Er traden vooral Angelsaksische groepen op, zoals de Ierse band Clannad. Vanaf 1982 groeide het langzaam uit tot het wereldmuziekfestival dat het heden ten dage is. Onder meer Youssou N'Dour, Cheb Khaled en Nusrat Fateh Ali Khan traden in deze periode op in Boechout.
In 1994 verhuisde het festival naar een groter terrein, het Molenveld. Inmiddels was het uitgegroeid naar een vierdaags evenement met meer podia en een diverser programma. In 2008 werd Sfinks teruggebracht naar drie dagen en de naam van het festival gewijzigd in Sfinks-Mixed. Naast muziek werden er voor het eerst ook theater-, circus- en comedy-acts geprogrammeerd.
In 2013 had Sfinks te kampen met problematische financiële vooruitzichten omwille van het wegvallen van overheidssubsidies. Als reactie op deze veranderingen werd beslist om enkele drastische wijzigingen door te voeren: de inkom werd gratis en de duur van het festival werd met één dag verhoogd. De organisators hoopten op deze manier een groter publiek naar het festival te lokken.

## Nevenactiviteiten
De organisatie van Sfinks is tevens verantwoordelijk voor de programmering van de Zomer van Antwerpen; twee maanden vol theater, muziek, film en dans op verschillende locaties in Antwerpen. Tevens coördineert ze het European Forum of Worldwide Music Festivals, een netwerk van 46 festivals in achttien Europese landen. Ook wordt samengewerkt met het jaarlijkse Festival au Désert, dat in januari in Mali gehouden wordt. 

## Programma

### Periode 1980 - '89
1980

Vermenton Plage, The McCalmans, Marie Jeanne Tellez, Arthus, Fiddle Feaver, Rum, Aristide Padygros, Stockton's Wing, Fran O'Rourke, Trol, Ossian, Bob Frank en Zussen, Brenda Wootton, Angélique Ionatos, Nino de San Andres y sus Flamenco Orkestra, Rocking Dopsie & The Cajun Twisters.
1981

Cromlech, Samboa, Paula Lockheart, Le Quator, André Bialek, Queen Ida & Le Bon Temps, Mandanga, Canto Libre, Carlos Andreu, Akka, Bonga, Juan Jose Mosalini Y Su Gran Orchesta De Tango, Vizönto en Deka.
1982

Super Combo Créole, Big Bamboo Calypso Band, Lazare Kenmenge, Sacy Perere, Bovick and Partners, Koko Taylor Blues Machine, Makam es Kolinda, Toto Guillaume, Francis Bebey, Manu Dibango, Azuquita y Su Melao
1983

Bula Sangoma, Los Salseros, Francis Bebey Quartet, Xalam, Tito Puente, Dudu Pukwana, Lembá, Ronald Shannon Jackson, Abdullah Ibrahim en Toure Kunda
1984

- Sfinks introduceert een nieuw podium (het Tentpodium)

Andy Narell, Idir, Mongo Santa Maria, Franco et le T.P.O.K., Machitún, El Kholoud, Baklava, Ekomé, Fawzy Al Aiedy, Sun Ra Arkestra, Orchestre Jazira, Malembe, Lamogoya, Original Bushtown Rumours
1985

Somo Somo, Zazou & Bikaye, Joia, Ástor Piazzolla, Junior Walker, Mashenka, Thoko Mdlaloso, Paulinho Ramos, Djurdura, Thomas Mapfumo and the Blacks Unlimited, Revanche
1986

Claudy & Co, Carte de Séjour, Don Cherry Quintet, Working Week, Tania Maria, The Skyblasters, Eko Kuango, Desmond Dekker, Mahmoud Ahmed ft Neway Debebe & The Roha Band, Carmel, Youssou N'Dour en Waka Wakah
1987

Sahl'omon, Lee Perry & The Upsetters, The Real Sounds of Africa, Gil Scott-Heron, Gilberto Gil, Macoubary, Zeebra, Flaco Jimenez su Conjunto, Courtney Pine Quartet, Gonzalo Rubalcaba y su grupo projecto, Kaba Mane en Kalabash
1988

Ramiro Naka & N'Kassa Cobra, Andy Sheppard quintet, David Rudder & Charly's Roots, Nina Simone, Thione Seck & Le Raam Daan, Shalawambe], S.E. Rogie, Toumani Diabate-Ketama ft Danny Thompson, Nusrat Fateh Ali Khan, Abdel Aziz el Mubarak, Alpha Blondy & Solar System, Yemaya en Ali Farka Touré
1989

Gilberto Gil Umbelina, Pardesi Music Machine, King Sunny Ade, Remmy Ongala & Orchestre Matimila, Cheb Khaled, Panache Culture, Trilok Gurtu, Les Musiciens du Nile, Kristi Rose & The Midnight Walkers, Papa Wemba, Zouk Machine en Chi-Kin-Chee & Akwaaba

### Periode 1990 - '99
1990

Irshad Khan, Toto Bissainthe, Chaba Djena, Les Têtes Brulées, Les Négresses Vertes, Princesse Mansia M'Bila, Sido ft Tamba Kumba, Kassav', Jemaa, Najma Akhtar, Ivo Papasov & His Bulgarian Wedding Orchestra, Kassé Mady en Mexe Com Tudo
1991

Hossan Ramzy, Caramusa, Super Diamono de Dakar, Aster Aweke, Femi Anikulapo ft Kuti, Mav Cacharel, Xiomara Fortuna & ses Kaliumbe, Seckou & Ramata, The Rebirth Brass Band, Farafina, Sapho, Ruben Blades en Zekle
1992

- Er wordt een extra dag (vrijdag) aan het festival toegevoegd.

Taraf de Haidouks, Staatskoor van de Bulgaarse radio en televisie, Anoosh, Donke, Marisa Monte, Wallias Band, Los Reyes, Fuzue, Stella Rambisai Chiwese and The Earthquake Band, Eduardo Muniz, La Kumpania Zelwer, Lili Boniche, Orchestre Anti Choc de Bozi, Boziana, Olodum, Linton Kwesi Johnson, Paulus Damenië & Band en Phantoms
1993

- Er wordt een extra dag (donderdag) aan het festival toegevoegd.

Donnisulana, Karoline Zaidline, Amina, Ritos, Sarband, Nusrat Fateh Ali Khan & Party, Abana ba Nasery, Lokua Kanza, Jean Emilien, Ghorwane, Classic Swede Swede, Ara Ketu, Les Amazones de Guinée, Donn Pullen's Afro Brazilian Connection, Bauls, Hedningarna, Los Van Van, Barrister, Faboulous Trobadors, Joji Hirota, Jullie Mourillon, Molequa de Rua, Mouth Music, Ali Hassan Kuban, Reconiliation, Dmitry Pokrovsky Ensemble, Zap Mama, Super Rail Band de Bamako en Ray Lema et les voix Bulgares de l'ensemble Pirin
1994

- Sfinks introduceert een nieuw podium (het Clubpodium) en programmeert fanfares op het terrein zelf.

N'Java, Simentera, Lo'Jo Triban, Transglobal Underground, Jah Wobble & The Invaders of the Heart, Ngaari Laaw, N'Java, Gary Thomas & Hossam Ramzy, Gitans ft Thierry Robin, The Last Poets, Aziz Mustafa Zadeh, Baaba Maal, Tierra Caliente, Snowboy, N'Dai N'Dai, Cheb Mami, Les Quatre Etoiles, Psamim, Gulabi Sapera, Tammurriata Di Scafati, A Filetta, Tuareg Bali, Juan Jose Mosalini Y Su Gran Orchesta De Tango, Cheb Khaled, I Muvrini, Lo'Jo Triban, The Klezmatics, The Western Diamonds, Papa Jube & The Jubelation Band, The Academy Brass Band en Kocani Orchestar
1995

Ang Grupong Pendong, Gary Thomas & Hossam Ramzy, Mandé Foli, Youssou N'Dour, Sangit, Tuu, Yat-Kha, Patrick Persée, Balanesco Quartet, Lotfi Bouchnak & Ensemble Al Kindi, Ali Farka Touré, Master Musicians of Jajouka, Mandé Foli, Totó La Momposina, Prophets of da City, Granmoun Léle, Remmy Ongala & Orchestre Super Matimila, Fanfare Jaïpur, Lulendo, Aurora Moreno, Eric Marchand et Le Taraf de Caransebes, Mynta, Les Grand-Mères de Djanet, Sabri Brothers, Remmy Ongala & Totó La Momposina, Manu Dibango's Wakafrika Project ft Ray Lema & Mory Kante & Bonga, Habib Koite et Bamada, Chico Science & Naçao Zumbi en Papa Wemba
1996

- Sfinks introduceert twee nieuwe podia (het Danspodium en het Multimediapodium), het Tentpodium wordt afgeschaft.

Danyel Waro, La Vieja Trova, Mestre Ambrosio, Genetic Drugs ft Karma Club, Yawar, Cesária Évora, La Vieja Trova, Kayo Fujino, Langa, Luzmila Carpio y sus Llaqtamasikuna, Noche Flamenco, Kangaroo Moon, The Bollywood Band, Danyel Waro, Up Bustle & Out, Chaba Fadela & Cheb Sahraoui, Kanda Bongo Man, Tenores de Bitti, Hukwe Zawose & Wagogo Woman Drummers and Dancers, Banyumas Bamboo, Zehava Ben, Mighty Sparrow, Crocodile Style & Yawar, Iwakichi & Noriko Yamashita, Ekova, Yungchen Lhamo, Te Ava Piti, Ferus Mustafov, Mestre Ambrosio, Jaojoby, Mama Ohandja, Detrimental, Malouma Mint Maideh, Flamenco de Jerez, Yulduz Usmanova en Marzieh (Iraans zangeres).
1997

- Sfinks introduceert één nieuw podium (de Parlatent), het Multimediapodium verdwijnt weer.

Los Activos, Lunar Drive, Sally Nyolo, Tambours Sacrés, Voces Del Al-Andalus, Daniel Abebe, Ailanis, Ensemble Mzetamze, Didg Trio ft. Gary Thomas & Alan Dargin & Phillip Peris, Musafir, Lunar Drive, Gil & The Perfects, Sierra Maestra, The Asian Equation, Angélique Kidjo, Diblo Dibala & Matchatcha, D'Gary, Sékouba Bambino Diabate, Enrique Morento Y Gruppo, Amampondo, Carlinhos Brown, Tchota Suari & Antoni Sanches, Alla, Matlubeh, Sam Mangwana, Ouza Diallo, Sally Nyolo, Anastacia, Candido Fabre, Psarantonis, Te Vaka, Emil Zrihan & The Israeli Andalusian Orchestra, Natacha Atlas, Radio Tarifa
1998

- Sfinks introduceert twee nieuwe podia (de Sunscape en de Worldgroove), het clubpodium verdwijnt en het openluchtpodium verliest aan belang met nog slechts één geprogrammeerde artiest.

Nenes, Zarboutan, Combays, Daúde, Jorge Benjor, Maracuta Naçao Pernambuco, Zarboutan, Jimi Mbaye, La Familia Valera Miranda, Avaton, Kadda Cherif Hadria, Monique Séka, Bulgarka Junior ft Ivan Lantos & Missa Primi Toni, Moriba Koita, Sharam Nazeri & Ensemble Dastan, Isabel Bayón, Tartit, La Charanga Habanera, Wimme, Extra Musica, Gnawa 'Lila', Combays, Ismael Rudas & Daniel Celedon, Sawt El Atlas, Africando, Musa Dieng Kala, Susana Baca, Ismael Rudas & Daniel Celedon, Liu Sola, Nahawa Doumbia, Xu Chao Minh, Musa Dieng Kala, Massa Konate, Liu Sola, Didges ft. Gary Thomas & Alan Dargin & Mark Atkins, Susana Baca, Likembe Geant en Eleftheria Arvanitaki
1999

Leilía, Swédé Lokelé, Bagunçaço, Brotherhood of Brass, Trip do Brasil, Manimal, El Hadj N'Diaye, Teófilo Chantre, Alim Qasimov, Belén Maya & Mayte Martin, Sahraouis, Abdel Ali Slimani, Frédéric Galliano & Néba Solo, Super Cayor De Dakar, Bloque, Empire Bakuba, DJ Jungle Jazz, Manos Achalinotopoulos, Urna, La Banda Municipale de Santiago de Cuba, Sertab Erener, Alfredo de la Fé, Dhol Foundation, RDB, Black Star Liner, Dj Master Volume, Dj Ritu, DJ Aki, Joi, The Saint Nicholas Orchestra, The Farlanders, Aterciopelados, Brother Resistance & Rapso Riddum, Mamar Kassey, Jigme Drukpa, Abed Azrié (Suerte), Camerata Romeu, DJ Timmax, Melina Kana & Ashkabad, Leilía, Pact, Sheikh Yasîn Al-Tuhâmi, DJ Cheb I Sabbah, Amadou & Mariam, Sidestepper, DJ Armand, Ashkabad en Hypnotix

### Periode 2010 - heden
2012
Fatoumata Diawara, Zita Zwoon, Kayan Kalhor, Flavia Coelho, Emel Mathlouthi, Bonga, Molotov, Balaxy Orchestra, Addictive TV, Astillero Tango, Kel Assouf, Lala Njava, Dissidenten ...
2013

Concerttent: The Paradise Bangkok Molam International Band, DakhaBrakha, Akua Naru, Che Sudaka, Buscemi, Daniel Haaksman, Xamanek, Gaby Amarantos, Batucada Sound Machine, Ky-Mani-Marley, Civalizee Foundation, Dj Babybang, Salam Musik, Azalai Project, Guido Belcanto, Terakaft, Gaby Amartontos, Turntable Dubbers, mps PILOT, Coely, The Flexican ft. MC Sef, Captain Steel, Kapitein Winokio, Sana Bob, Lindigo, Ricardo Lemvo & El Bataillon De La Rumba, Clement Peerens Explosition (CPeX)
2014

Vroink, Amigos, De Piepkes, Radio Oorwoud, Leki, Palenke Soultribe, Jupiter & Okwess International, Orquesta Aragon, Discobar Galaxie, Tinariwen, Flip Kowlier, Binti, Catrin Finch & Seckou Keita, Bassekou Kouyate & Ngoni Ba, Boddhi Satva, Karol Conka, Lady S., Lefto, Dj Marfox, Broukar,...
2015

Los De Abajo, Uproot Andy, Fresku, Jan Leyers, Merdan Taplak, Mr. Fuzz, Mystique, Omulu, Cheikh Lo, Slongs Dievanongs, Discobaar A Moeder, The Flexican ft. Mc Sef, Cookachoo, ZwartWerk, Bunny Wailer, Mashrou Leila, NoMoBS, Fs Green & Mc Fit, Dj Satelite, Dj Ike, Olcay Bayir, Noreum Machi, Lady S, Ferro Gaita, Bart Peeters, Nidia Minaj, Pablo Fierro, Bossa Negra, Bachar Mar-Khalifé,...
2016

2017

Mariachi Reloaded, Aurelio, Boef, La-33, Ali Farka Touré Band, Soufiane Eddyani, Clam, TLP, Soul Shakers, Primos Del Norte ft Jorinde Cielen, Moon gogo, Gongmyoung, Lucibela, Khan Bogd, Villa Diamante, Nonkel Guy, Lady S B22B Dany Neville, Supafly Collective, Godwonder, Livitones, Hearthmann & Rose, Coucious BE + MC, Puppa Mighty's Super Power; Les Mamas, Papa Mojito, Khan Bogd, Bakra Bike SOundsystem, Radio Oorwoud, Zina Daoudia, 47 Soul, Céu, Eliades Ochoa & Cuarteto Patria, Toko Telo, Maya Youssef, Rajab Suleiman & Kithara, Zhou Family Band, Abena, Matrub, DJ Team Gomoris, Dubfront & Onda Sonora, High'r Ites & Marie, Bankra Bike Soundsystem, Refugees for refugees, Wally, Seun Kuti & Egypt 80, Labess, Merdan Taplak, DTM Funk, Liyo, Princess Flor, Simon Hold, Foozen Ken, Txarango, Inner Circle, Panache Culture, CinCity, Skillzington, Black Mamba, Ari3sj, Pikaman & MC Dhazed, 18 inch
2018
o.a. Zap Mama, Oumou Sangaré, Sona Jobarteh, Totó la Momposina, Julian Marley, Zee Avi, Lucibela, Doctor Prats, Asmâa Hamzaoui, dj Nuri, Aeham Ahmad, Inveside, Papa Mojito, New York Salsa All Stars, Sayon Bamba, The Grey Stars, Lorena Nunes, …
2021

MISST, Feniks Taiko, Mayito Rivera & Connexion Cubana, Tomi Y Su TimbaLight, Papa Mojito, De Notengalm Boechout, Los Guapos del Ritmo + Salsa Revelation, Moving Forward Dance C°, Slongs, Manou Gallo, Zap Mama, Kumbia Boruka, Black Koyo, De KetnetBand, Jamaican Jazz Orchestra, The Grey Stars, Rumbaristas, Elida Almeida, Elin Valery, Los Zaperos, 't Akkoord + Majoretski, Kapitein Winokio, Skala B, Jaouad, Rootsriders, La Fanfarria Del Capitan, DJ Kisa, DJ Womad, Murga Agrum, The Bracket Percussion Ensemble, Teatro Pavana
2022
Sfinks organiseert een kleinschaligere editie met enkel openluchtpodia, met COVID-19 als motivatie.
| Concert podium                                    | Club - kiosk                | The Urban Mad        | Terrein              |
|                                                   |                             |                      |                      |
| Bamba Wassoulou Groove                            | Alostmen                    | Assia mk ft MC rim   | Black Koyo           |
| Bonga                                             | Aurélie Dorzée & Tom Theuns | Catu Diosis          | Cie Monad - Yin Zéro |
| Chouk Bwa & Angströmers                           | Bijlmer Steelband           | Danykas DJ           | Forefote             |
| De KetnetBand                                     | Chapulines                  | Dj Abena             | Humanity Brassband   |
| Eliades Ochoa - Star of Buena Vista Social Club®️ | Dabke Love                  | Dj Satelite          | Papa Mojito          |
| Elin Valery                                       | ESINAM                      | Dj Shar Perez        |                      |
| Julian Marley                                     | Etran de L’Air              | Dj-Lister            |                      |
| Lady S                                            | Flor de Toloache            | High Grade Sound     |                      |
| Las Karamba                                       | Motilonas Rap               | HotLiBBS             |                      |
| Les Amazones d'Afrique                            | Nicolas Mortelmans          | Kay C                |                      |
| Mokoomba                                          | Senny Camara                | Manz                 |                      |
| Pamela Badjogo                                    | TomBack                     | Marielou             |                      |
| Puri                                              | Voice Your Diversity        | Motie van Wanvrouwen |                      |
| Radio Oorwoud                                     | ZEM                         | Ninette              |                      |
| Septeto Santiaguero                               |                             | SAHRA                |                      |
| Soul Shakers                                      |                             | Stranger Souma       |                      |
| Star Feminine Band                                |                             |                      |                      |
| Tabanka                                           |                             |                      |                      |
| Taraf de Caliu                                    |                             |                      |                      |
| The Garifuna Collective                           |                             |                      |                      |

2023
| Concert podium                       | Club podium                              | The Urban Mad  | Terrein                                     |
|                                      |                                          |                |                                             |
| Aboubakar Traoré & Balima            | Alba Carmona                             | A Slay         | Black Victorians door Jeanefer Jean-Charles |
| Adédèji                              | Ana Carla Maza                           | Abena          | Diedonné Fokou                              |
| Bab L'Bluz                           | Dobrila & Dorian duo                     | Bona Léa       | Papa Mojito                                 |
| Bart Peeters & De Ideale Mannen      | Imane Guemssy & Tiganwa                  | Clara!         |                                             |
| David Calzado y su Charanga Habanera | Madalitso Band                           | Dj MIMI        |                                             |
| Dj Kisa                              | Meral Polat trio                         | Kawtar Sadik   |                                             |
| Emicida                              | Suonno d'Ajere                           | Lady S         |                                             |
| Johnny Den Artiest & Asham band      | Widad Mjama & Khalil Epi: aita mon amour | Mama OD        |                                             |
| K.ZIA                                | Zo! Gospel Choir                         | MILINGUAP      |                                             |
| Kader Tarhanine                      |                                          | Monicashflow   |                                             |
| KD Soundsystem                       |                                          | Moreny         |                                             |
| Orkestra Braka Kadrievi              |                                          | Ninette        |                                             |
| ROBIN ROXETTE                        |                                          | Raql           |                                             |
| Rodrigo Cuevas                       |                                          | Rockefellababe |                                             |
| Sahad                                |                                          | VON DI         |                                             |
| Salif Keïta                          |                                          |                |                                             |
| Son Rompe Pera                       |                                          |                |                                             |
| Tanya Stephens                       |                                          |                |                                             |
| Teófilo Chantre                      |                                          |                |                                             |
| Yemi Alade                           |                                          |                |                                             |

2024
Op de affiche van Sfinks Mixed in juli 2024 stonden onder meer K.ZIA & ZAP MARIE, Margareth Menezes, Black Uhuru, La-33, Kapitein Winokio, Dobet Gnahoré, nuMori, Moonlight Benjamin, Kalàscima, Nina Ogot en BATEKOO.